# Argyresthiinae
Argyresthiinae es una subfamilia de lepidópteros de la familia Yponomeutidae. En otras clasificaciones es tratada como la familia Argyresthiidae.

## Géneros
- Argyresthia Hübner, [1825]
- Eucalliathla Clarke, 1967
- Paraargyresthia Moriuti, 1969